# 瓦尔特·海西希
瓦尔特·海西希（德語：Walther Heissig，1913年12月5日—2005年9月5日）奥地利籍蒙古学研究者。以发现并介绍大量蒙古语史料、推动蒙古史研究从以外国语文献为中心转向多元发展而闻名。

## 生平
1913年生于维也纳，曾在维也纳和柏林学习史前史、民族学、历史地理学、宗教学及蒙古语，1941年于维也纳获博士学位。
二战期间他曾赴中华民国，在北平辅仁大学任职的同时，深入内蒙古各地开展调查。1945年第二次世界大战结束，他离开中国，移居西德。
1951年，获格廷根大学教授资格，但未获聘。1957年，在波恩大学重新取得教授资格。1964年，担任该校新设的“中亚语言文化研究所”教授，此后深耕学术。

## 研究
聚焦蒙古历史、文学及蒙古地图研究，既发表《蒙古的历史与文化》（Ein Volk sucht seine Geschichte）等通俗概论，也出版多部关于蒙古史诗、谚语和民间故事的学术著作。
以《格萨尔王传》为代表，推动蒙古史诗研究。1978年发起蒙古史诗研究项目，协助林辰（Rinchen）完成5卷本《蒙古民俗》及尼古拉斯·波佩（Nicholas Poppe）的13卷本《蒙古史诗》等重要文献整理。
获多个学术机构认可，当选蒙古科学院外籍院士，成为蒙古研究者的最高荣誉之一。

## 著作
- 《德国收藏东方文献目录·蒙古篇》（海西希黑皮目录）1961年
- 《蒙古文书籍、写本与刊本目录》（海西希绿皮目录）1971年
- 《欧洲各国图书馆所藏蒙古文民间宗教、民俗学文献目录》（海西希黑皮目录续篇）1976年
- 《北京木板蒙古文佛法目录》1954年
- 《蒙古人的家族和寺院史》1959年、1965年
- 《16-17世纪内蒙古敖伦寺出土的蒙古文手抄本残卷》1976年
- 《蒙古文学史》1972年
- 《西藏和蒙古的宗教》1970年，与杜齐合著[3]